# Platymantis sierramadrensis
Espèce
Statut de conservation UICN

 VU B1ab(iii) : Vulnérable
Platymantis sierramadrensis est une espèce d'amphibiens de la famille des Ceratobatrachidae.

## Répartition
Cette espèce est endémique de l'île de Luçon aux Philippines. Elle se rencontre à une altitude comprise entre 600 et 1 200 m d'altitude dans la Sierra Madre.

## Description
Platymantis sierramadrensis mesure entre 20 et 28 mm. Son dos est uniformément crème pâle.

## Étymologie
Son nom d'espèce, composé de sierramadr[e] et du suffixe latin -ensis, « qui vit dans, qui habite », lui a été donné en référence au lieu de sa découverte, la Sierra Madre.

## Publication originale
- Brown, Alcala, Ong & Diesmos, 1999 : A new species of Platymantis (Amphibia: Ranidae) from the Sierra Madre Mountains, Luzon Island, Philippines. Proceedings of the Biological Society of Washington, vol. 112, no 3, p. 510-514 (texte intégral).